# Zizia aurea
El Alexanders de oro (Zizia aurea W.D.J. Koch) en una planta herbácea perenne de la familia Apiaceae.

## Descripción
Posee un tallo erecto, a menudo varios, que se encuentran ramificados en la parte superior. Su altura suele oscilar entre los 45 y 90 cm de altura. Las hojas, dentadas, son de 2 a 5 cm de largo. Necesita unas cantidades normales de agua, y preferiblemente, zonas con iluminación no directa.

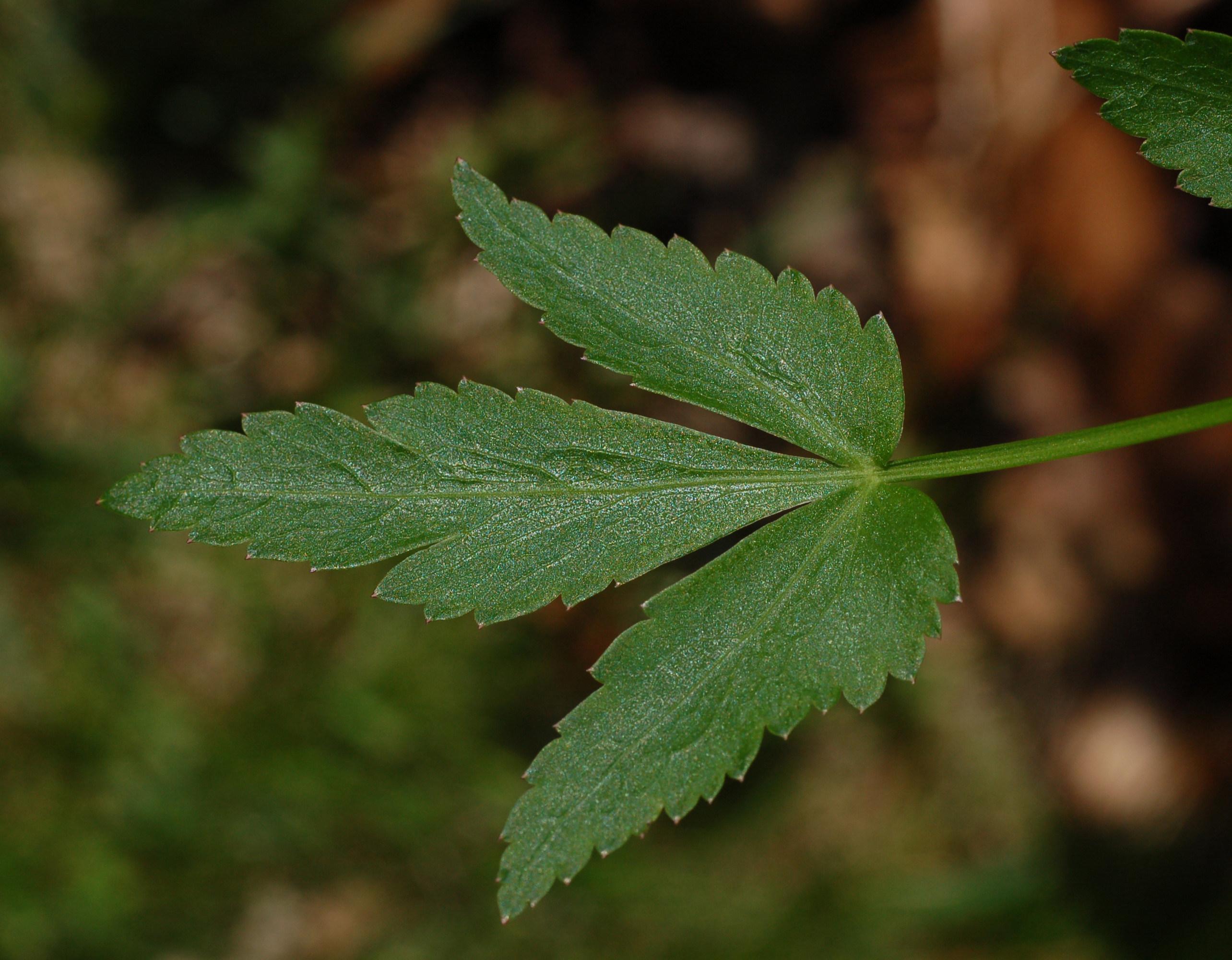
Ejemplo de hoja serrada de Z. aurea

Su periodo de floración se suele situar entre los meses de mayo y junio, siendo el color de la inflorescencia amarillo. La umbela puede presentar de 9 a 25 pedicelos, los cuales miden aproximadamente de 5 a 15 cm.

## Distribución
Se localiza en Estados Unidos y Canadá, en praderas húmedas, laderas enselvadas abiertas, zanjas, y a lo largo de corrientes de agua.

## Propiedades
Los nativos americanos utilizaban esta planta como remedio para aliviar fiebres y dolores de cabeza. Esta planta produce vómitos, y puede ser considerada como tóxica.